# Duncan (Nebraska)
Duncan é uma vila localizada no estado americano de Nebraska, no Condado de Platte.

## Demografia
Segundo o censo americano de 2000, a sua população era de 359 habitantes.
Em 2006, foi estimada uma população de 347, um decréscimo de 12 (-3.3%).

## Geografia
De acordo com o United States Census Bureau, a localidade tem uma área de 1,0 km², sem área coberta por água. Duncan localiza-se a aproximadamente 445 m acima do nível do mar.

## Localidades na vizinhança
O diagrama seguinte representa as localidades num raio de 24 km ao redor de Duncan.